# Unité urbaine de Gontaud-de-Nogaret
L'unité urbaine de Gontaud-de-Nogaret est une unité urbaine française centrée sur la commune de Gontaud-de-Nogaret, dans le département de Lot-et-Garonne en région Nouvelle-Aquitaine.

## Données générales
Dans le nouveau zonage réalisé par l'Insee en 2020, elle est composée de quatre communes.
Dans le zonage précédent réalisé en 2010, ces quatre communes ne constituaient pas une unité urbaine.
En 2022, avec 3 674 habitants, elle représente la 10e unité urbaine du département de Lot-et-Garonne.

## Composition de l'unité urbaine en 2020
Elle est composée des quatre communes suivantes :
| Nom                               | Code Insee | Département    | Statut       | Superficie (km2) | Population (dernière pop. légale) | Densité (hab./km2) | Modifier                                    |
| --------------------------------- | ---------- | -------------- | ------------ | ---------------- | --------------------------------- | ------------------ | ------------------------------------------- |
| Gontaud-de-Nogaret (ville-centre) | 47110      | Lot-et-Garonne | ville-centre | 29,51            | 1 641 (2022)                      | 56                 | modifier les données · modifier les données |
| Birac-sur-Trec                    | 47028      | Lot-et-Garonne | banlieue     | 14,34            | 831 (2022)                        | 58                 | modifier les données · modifier les données |
| Fauguerolles                      | 47094      | Lot-et-Garonne | banlieue     | 6,93             | 827 (2022)                        | 119                | modifier les données · modifier les données |
| Longueville                       | 47150      | Lot-et-Garonne | banlieue     | 4,79             | 375 (2022)                        | 78                 | modifier les données · modifier les données |

## Évolution démographique
| 1968  | 1975  | 1982  | 1990  | 1999  | 2008  | 2013  | 2019  |
| ----- | ----- | ----- | ----- | ----- | ----- | ----- | ----- |
| 3 091 | 2 957 | 3 067 | 3 038 | 3 028 | 3 328 | 3 574 | 3 678 |

#### Données générales
- Unité urbaine
- Aire d'attraction d'une ville
- Aire urbaine (France)
- Liste des unités urbaines de France

#### Données démographiques en rapport avec l'unité urbaine de Gontaud-de-Nogaret
- Aire d'attraction de Marmande
- Arrondissement de Marmande

#### Données démographiques en rapport avec le Lot-et-Garonne
- Démographie du Lot-et-Garonne